# Jean Chollet (dramaturge)
Pour les articles homonymes, voir Jean Chollet.
 (avril 2024).
Jean Chollet, né le 7 mai 1954 à Vucherens, est un directeur de théâtre, comédien, metteur en scène, dramaturge et pasteur vaudois.

## Biographie
Jean Chollet obtient une licence en théologie à l’Université de Lausanne et suit en parallèle les cours de l’École romande d’art dramatique de Lausanne (ERAD) avant d’entrer comme stagiaire étranger dans la classe de Michel Bouquet au Conservatoire national supérieur d'art dramatique de Paris (1979-1980). Hésitant entre la prédication et le théâtre, c'est dans ce dernier domaine qu'il se lance d'abord, encouragé par son professeur Michel Bouquet qui lui révèle ses talents de metteur en scène plus que de comédien.
De retour en Suisse, Jean Chollet fonde en 1982, à Lausanne, la Compagnie de la Marelle, dont il est le directeur artistique et pour laquelle il écrit des spectacles. Dès 1982, il réalise également des spectacles pour les Artistes associés de Lausanne (1982-1983) ainsi que pour le Théâtre du Peuple de Bussang (Vosges), qu'il dirige de 1985 à 1987. L'été 1987, il met en scène Aliénor de René Morax au théâtre du Jorat à Mézières et, l'année suivante, il en devient le directeur, imposant une saison d'été composée d'une ou deux productions régionales et de trois ou quatre spectacles invités. Il dirige le Théâtre du Jorat durant plus de vingt ans, laissant la place en 2007 à Anne-Catherine Sutermeister, la fille du compositeur morgien Henri Sutermeister. Sous sa direction, le théâtre évolue, Jean Chollet étant soucieux, dit-il « d'accueillir des spectateurs de toutes catégories », s'ouvrant à la chanson et au one-man-show ou encore au ballet, afin de "bigarrer le répertoire".   Pour le centenaire du Théâtre du Jorat, en juin 2008, il écrit une pièce, Monsieur René et le Roi Arthur, pour de nombreux comédiens et soixante choristes qui chantent du Gustave Doret et Arthur Honegger. La pièce oppose le « Roi Arthur » (Honegger) au distingué René Morax, fondateur du théâtre.
En 1992, Jean Chollet fonde avec plusieurs comédiens l’association Agora-Théâtre, organisme de production. En parallèle, Jean Chollet travaille durant quinze ans (1982-1997) au Service des émissions dramatiques de la Radio suisse romande en tant qu’adaptateur, réalisateur, producteur (notamment du Petit Théâtre de Nuit avec Pierre Ruegg) et enfin chef des émissions dramatiques (1991-1992). Il écrit également, sous le pseudonyme de Jean Naguel, des textes dramatiques créés pour la plupart par la Compagnie de la Marelle et diffusés par la Radio Suisse Romande ou France Culture, comme La Durand, prisonnière du Roy (1982), Les Idées noires de Marthin Luther King (1992), La Courtisane de Jéricho (1993), Timothée l'inoubliable (1994), Le Défi de Jeanne (1986), Antonio tailleur de Pavie (1986), Adélaïde et le Prieur (2000), Marilyn et le Savant (2003), Le Gospel de Mahalia (2004), œuvre engagée d'après la vie de Mahalia Jackson (1911-1972) représentée lors de l'inauguration de la scène de l'espace culturel des Terreaux, La mort du colonel, d’après La mort digne de Frédéric Lamoth, Le Manuscrit du Saint-Sépulcre, d’après Jacques Neirynck, la comédie musicale Noël à Brooklyn, ainsi que La belle meunière, d’après Marcel Pagnol ou Quand je pense à Audrey Hepburn.
Toujours proche des milieux pastoraux, il donne des cours d'expression orale aux pasteurs stagiaires de Suisse romande dans le cadre de leur formation. En 2004, la carrière de Jean Chollet prend un tournant et lui permet de rapprocher ses deux passions, puisqu'il crée, avec le pasteur Serge Molla, l'Espace culturel des Terreaux à Lausanne, qu'il dirige depuis. L'église des Terreaux, inaugurée en 1890, a été utilisée pour les cultes de l'Église libre puis rattachée en 1966 à l'Église protestante du Canton de Vaud où elle devient la « paroisse des jeunes » en 1972 puis, après quelques rénovations, laisse place à cet Espace culturel destiné à des spectacles, expositions, conférences ou débats mettant en scène des questions de société mais aussi des réflexions éthiques et spirituelles. En outre, cet espace permet d'employer les équipes et matériels techniques du Jorat, sans emploi durant l'hiver.
En 2007, dans une église protestante d'Avignon, Jean Chollet fonde, par ses propres efforts et sans l'aide financière de la fondation des Terreaux, l'Espace culturel Saint-Martial où il « exporte » chaque année les spectacles des Terreaux, donnant, du même coup, du travail à ses comédiens et techniciens toute l'année. C'est aussi l'occasion de créer et de roder des spectacles qui sont ensuite « rapatriés » à Lausanne, en les jouant tous les jours et en observant les réactions du public.
En 2009, enfin, sa carrière prend un autre tournant puisque l'homme de théâtre revient à la théologie et effectue son stage pour prendre la robe pastorale en 2010. Pensant que « le monde est confié aux hommes pour qu'ils en fassent quelque chose, avec toute la liberté et les risques que cela comporte », il souhaite apporter un souffle nouveau à l'Église protestante et lui rendre sa « dimension artistique et émotionnelle », étouffée « au profit de l'intelligence et d'une certaine froideur ».
Après un stage effectué à la paroisse de Vevey, Jean Chollet est, depuis 2011, avec le pasteur Daniel Fatzer, pasteur de la paroisse de Saint-Laurent à Lausanne.
En janvier 2015, sa pièce « Lapidée » qui devait être jouée à Paris, est annulée face aux risques terroristes.

## Sources
- « Jean Chollet », sur la base de données des personnalités vaudoises sur la plateforme « Patrinum » de la Bibliothèque cantonale et universitaire de Lausanne.
- Fonds : Compagnie La Marelle (1843-2016) [7.00 mètres linéaires].  Cote : CH-000053-1 PP 946. Archives cantonales vaudoises (présentation en ligne).
- Yann Fischer, « Jean Chollet », dans le Dictionnaire du théâtre en Suisse en ligne.
- "Jean Chollet: Nous ne devons pas imiter mais toujours réinventer", Bonne Nouvelle, 2009/06/30
- Gilbert Salem, "Le théâtre pour Jean Chollet se joue - et pile et face", 24 Heures, 2008/02/19
- "Jean Chollet emmène Lausanne en Avignon", 24 Heures, 2011/07/14
- 24 Heures, 2004/04/02, p. 37
- Laure Pingoud, "Jean Chollet passe de la scène à la cène", 24 Heures, 2009/07/23, p. 19
- C. H. "Construire son cercueil pour apprivoiser la mort", 24 Heures, 2013/03/21, p. 24
- Rochat, Céline, "Notre société est difficile à vivre, mais il y a toujours de la lumière quelque part", 24 Heures, 2013/05/24, p. 29
- Caspary, "Les 100 ans de la Grange Sublime", 24 Heures, 2008/05/30, p. 37
- Kuffer, "Jean Chollet annonce son départ du théâtre du Jorat en 2008", 24 Heures, 2007/01/30, p. 13
- Camille Krafft, "L'Église expose des cercueils en plein marché", Le Matin, 2012/04/01, p. 8
- Lucie Monnat, "Le pasteur fait sa pub avec les obsèques du Christ", 24 Heures, 2011/04/23, p. 14
- Fovanna, "Mon départ est serein", Le Matin, 2007/01/30, p. 30.